# 纽埃广播公司
纽埃广播公司（英语：Broadcasting Corporation of Niue，簡稱BCN，亦称Niue Broadcasting Corporation）是纽埃的国有广播公司。现运营纽埃电视台与阳光电台，为该国唯一的电视频道与电台频道。其总经理与总编是Patrick Lino。
 
纽埃电视台（Television Niue），使用纽埃语与英语。目前全周播出，周日晚6点后播出。大部分节目来自澳大利亚与新西兰。
阳光电台（Radio Sunshine），以英语和纽埃语播音，频率为AM 594 kHz与FM 91MHz，时间从06:00到21:30。周日不播出。